# HD120049
HD120049 — хімічно пекулярна зоря спектрального класу A0, що має видиму зоряну величину в смузі V приблизно  8,3.
Вона  розташована на відстані близько 643,3 світлових років від Сонця.